# 蘭嶼厚殼樹
蘭嶼厚殼樹（学名：Ehretia philippinensis）为紫草科厚殼樹屬下的一个种。

## 扩展阅读
- 維基物種上的相關：蘭嶼厚殼樹